# دنتینیو (بازیکن فوتبال)
برونو فریرا بونفیم (به پرتغالی: Bruno Ferreira Bonfim) معروف به دنتینیو (Dentinho) بازیکن فوتبال در پست بازیکن فوتبال در پست مهاجم اهل برزیل است که در شهر سائوپائولو و در تاریخ ۱۹ ژانویهٔ ۱۹۸۹ به دنیا آمده‌است.

## باشگاهی
دنتینیو در تیم‌های فوتبال کورینتیانس، شاختار دونتسک، بشیکتاش سابقهٔ حضور دارد.

## تیم ملی
این بازیکن همچنین در سال، ۲۰۰۹ برای، زیر ۲۰ سال برزیل به میدان رفته‌است